# Speed Bugs
Speed Bugs è un cortometraggio muto del 1923 scritto e diretto da Archie Mayo.

## Produzione
Il film fu prodotto dalla Century Film.

## Distribuzione
Distribuito dall'Universal Pictures, il film - un cortometraggio in due bobine - uscì nelle sale cinematografiche USA l'11 luglio 1923.